# Rhorus alpinipunctor
Rhorus alpinipunctor är en stekelart som beskrevs av Aubert 1994. Rhorus alpinipunctor ingår i släktet Rhorus och familjen brokparasitsteklar. Inga underarter finns listade i Catalogue of Life.